# Lakeland-terrier
Lakeland Terrier er en hunderace af typen terrier. Den kommer oprindeligt fra Lake District i Nordengland. Hunderacen er anerkendt af FCI men den er ikke almindelig i Danmark.